# Ərəzin
Ərəzin (ryska: Эрезин) är en ort i Azerbajdzjan.   Den ligger i distriktet Nachitjevan, i den sydvästra delen av landet, 400 km väster om huvudstaden Baku. Ərəzin ligger 984 meter över havet och antalet invånare är 1 812.
Terrängen runt Ərəzin är kuperad österut, men västerut är den platt. Terrängen runt Ərəzin sluttar västerut. Närmaste större samhälle är Nachitjevan, 18,1 km nordväst om Ərəzin. 
Trakten runt Ərəzin består i huvudsak av gräsmarker. Runt Ərəzin är det ganska glesbefolkat, med 23 invånare per kvadratkilometer.